# Loïc Bigois
Loïc Bigois, född den 19 september 1960 i Aix-En Provence, Frankrike är chefsaerodynamiker i Honda. Han har tidigare jobbat i Ligier, Prost, Minardi och Williams. Han anställdes av Honda 2007 för att ge den kaotiska aerodynamikavdelningen vägledning från en rutinerad aerochef.
Han tog examen från Conservatoire national des arts et métiers.

## Designade bilar
- Ligier JS35 1991
- Ligier JS35B 1991
- Ligier JS37 1992
- Ligier JS39 1993
- Ligier JS39B 1994
- Ligier JS41 1995
- Ligier JS43 1996
- Prost JS45 1997
- Prost AP01 1998
- Prost AP02 1999
- Prost AP03 2000
- Prost AP04 2001
- Minardi PS02 2002
- Minardi PS03 2003
- Minardi PS04B 2004-2005
- Williams FW26 2004
- Williams FW27 2005
- Williams FW28 2006
- Williams FW29 2007
- Honda RA108 2008
- Brawn BGP 001 2009